# Onečišćenje
Onečišćenje, onečišćavanje ili kontaminacija je prisutnost neke strane kemijske tvari (onečišćivala) u okolišu, u koncentraciji ili nepostojanom obliku koji u kraćem vremenu ne uzrokuje izravnu štetu za zdravlje ljudi ili drugih živih organizama. Industrijska djelatnost početkom 21. stoljeća, posebno proizvodnja kemikalija, lijekova i pomoćnih sredstava za obradbu sirovina, dovodi u okoliš bilo izravnim otpuštanjem bilo trošenjem ili uporabom proizvoda, na desetke tisuća različitih kemijskih spojeva. To su metali i metalni spojevi (soli), organski spojevi od jednostavnih do složenih, posebno halogeniranih organskih spojeva, plinovi, u prvom redu dušikovi i sumporni oksidi i njihovi spojevi s vodikom, te fluor i klor.

## Toksikologija
Istraživanja djelovanja pojedinih spojeva na čovjekovo zdravlje, te na zdravlje drugih organizama, posebno onih koji bilo izravno ili neizravno ulaze u hranidbeni lanac, predmetom su toksikologije. Onečišćivala se proučavaju u svjetlu njihova utjecaja na žive organizme s obzirom na njihovu moguću koncentraciju, postojanost u okolišu, te vrijeme izloženosti njihovu djelovanju.

### Maksimalna dopuštena koncentracija
Zakonski se granica dopuštene prisutnosti onečišćivača u okolišu ili u pojedinim njegovim dijelovima određuje maksimalnom dopuštenom koncentracijom (MDK). Taj je pojam uveden u praksu kako bi omogućilo zakonsko djelovanje na djelatnosti koje uzrokuju onečišćenje odnosno zagađivanje. Prisutnost neke tvari ispod zakonski utvrđene MDK naziva se onečišćenjem. Primjena ograničenja onečišćenja na temelju MDK ne uzima uvijek u obzir podatak o nakupljanju onečišćivala u živim organizmima, o njegovu odgođenom ili dugoročnom štetnom djelovanju, ni o kruženju onečišćivala u cjelini ekosustava. U slučajevima u kojima je koncentracija onečišćivala veća od dopuštene, ili je tvar u vrlo opasnom obliku, govori se o zagađivanju.

### Mikrobiološko onečišćenje
Mikrobiološko onečišćenje, koje je posebno važno za procjenu upotrebljivosti hrane i vode, određuje se koncentracijom bakterija, na primjer koliformnih u pitkoj vodi ili patogenih u namirnicama.

### Radioaktivno onečišćenje
Prisutnost radionuklida u nekom dijelu okoliša naziva se radioaktivnim onečišćenjem. Sve do početka 1980-ih bile su propisane zakonske razine (pragovi), bilo dopuštene radioaktivnosti, bilo radijacijske doze koju neki organizam smije primiti bez vjerojatnosti dugotrajne štete (apsorbirana doza). U posljednja dva desetljeća prevladala je koncepcija da svako ionizirajuće zračenje nosi rizik štete, te da sigurnosni prag ne postoji.

### Onečišćavanje zraka
Onečišćavanje zraka ili onečišćenje zraka je odstupanje od njegova normalnoga sastava zbog prisutnosti stranih tvari (onečišćivala) u koncentraciji u kojoj one u kraćem vremenu ne uzrokuju izravnu štetu za zdravlje ljudi ili drugih živih organizama, dok je zagađivanje, kao posljedica ljudskoga djelovanja, unošenje stranih tvari u zrak u koncentraciji u kojoj one u kraćem ili duljem vremenu uzrokuju izravnu štetu po okoliš i živa bića te ugrožavaju ljudsko zdravlje. 
Glavna su onečišćivala i zagađivala aerosoli, lebdeće čestice raspršene u zraku (dim, čađa, prašina, čestice teških metala i njihovih spojeva, ulje, soli), zatim oksidi ugljika, sumpora i dušika, ugljikovodici (na primjer metan, butan, benzen), fotokemijski produkti (na primjer ozon u nižim dijelovima atmosfere), drugi anorganski (sumporna i dušična kiselina, sumporovodik, amonijak) i organski spojevi (organske kiseline, alkoholi), radioaktivne tvari. Mnogi onečišćivači prirodnoga su podrijetla, na primjer proizvodi vulkanskih erupcija te metabolizma i raspadanja organizama. 

## Zagađenje
Zagađenje ili zagađivanje je unošenje neke strane kemijske tvari ili energije (radioaktivnost, buka, toplina) u postojanom obliku, u okoliš, u koncentraciji ili količini, koja u nekom razdoblju uzrokuje izravnu štetu za okoliš, dijelove prirode, živa bića ili ljudsko zdravlje. Zagađivanjem se naziva i dugotrajni štetni, često nepovrativ utjecaj na dobrobit okoliša i njegove materijalne ili estetske vrijednosti. Zagađivanje se nastoji spriječiti kontrolom izvorišta zagađivala. Hrvatsko okolišno zakonodavstvo od 1994. ne poznaje pojam zagađivanje.